# دیمل‌اشتات
شهر دیمل‌اشتات در ایالت هسن در کشور آلمان واقع شده است.